# László Nagy (rokometaš)
László Nagy, madžarski rokometaš, * 3. marec 1981, Székesfehérvár.
Leta 2004 je na poletnih olimpijskih igrah v Atlanti v sestavi madžarske reprezentance osvojil 4. mesto.